# Monastère de Raletinac
Le monastère de Raletinac (en serbe cyrillique :  Манастир Ралетинац ; en serbe latin :Manastir Raletinac) est un monastère orthodoxe serbe situé à Velike Pčelice, dans le district de Šumadija et sur le territoire de la Ville de Kragujevac en Serbie.

## Localisation
Le monastère, situé sur les pentes du mont Kremenac, est situé à proximité du village de Velike Pčelice près de Rekovac ; il est dédié aux saints Apôtres.

## Historique
La date de la fondation du monastère n'est pas connue avec certitude. Selon une tradition populaire, il aurait été construit au XVe siècle en tant qu'ermitage du monastère de Denkovac. Selon une autre tradition, il aurait été fondé par une certaine Rala, l'une des trois filles d'un noble serbe inconnu mort à la bataille de Kosovo Polje (1389). Selon la tradition, ces trois jeunes filles s'appelaient Rala, Dena et Sara et auraient laissé leur nom à trois monastères de la région de Velike Pčelice, Raletinac, Denkovac et Sarinac. Cette légende est toujours vivante puisqu'en 1940 le peintre Janko Brašić d'Oparić a représenté les trois sœurs dans le réfectoire du monastère. L'église la plus ancienne n'existe plus.
Jusqu'en 1870, le monastère était en ruines et, à cette époque, le riche marchand Jovan Rakić en a entrepris la reconstruction ; sur le site de l'ancienne église, il a fait édifier un lieu de culte et un konak (résidence monastique). L'église actuelle date de 1893 et les travaux de reconstruction de l'ensemble monastique ont duré jusqu'en 1977.

## Église Saint-Pierre-et-Saint-Paul
L'église, dédiée à saint Pierre et à saint Paul, est construite en pierres de taille et partiellement recouverte de plâtre blanchi à la chaux. Elle est constituée d'une nef rectangulaire unique prolongée par une abside demi-circulaire et précédée par un narthex ; elle est dotée d'une voûte en berceau. Au-dessus du narthex s'élève un petit clocher carré en briques. Sur les façades se trouvent de grandes ouvertures cintrées. La façade occidentale est décorée par une grande archivolte ornée de motifs stylisés et dominée par une rosace dans le style de l'école moravienne de la Serbie médiévale.
À droite de l'entrée sud se trouve une pierre tombale sans inscription, qui pourrait être celle d'un ermite inconnu ou celle du fondateur du monastère.